# Olga Lyubimova

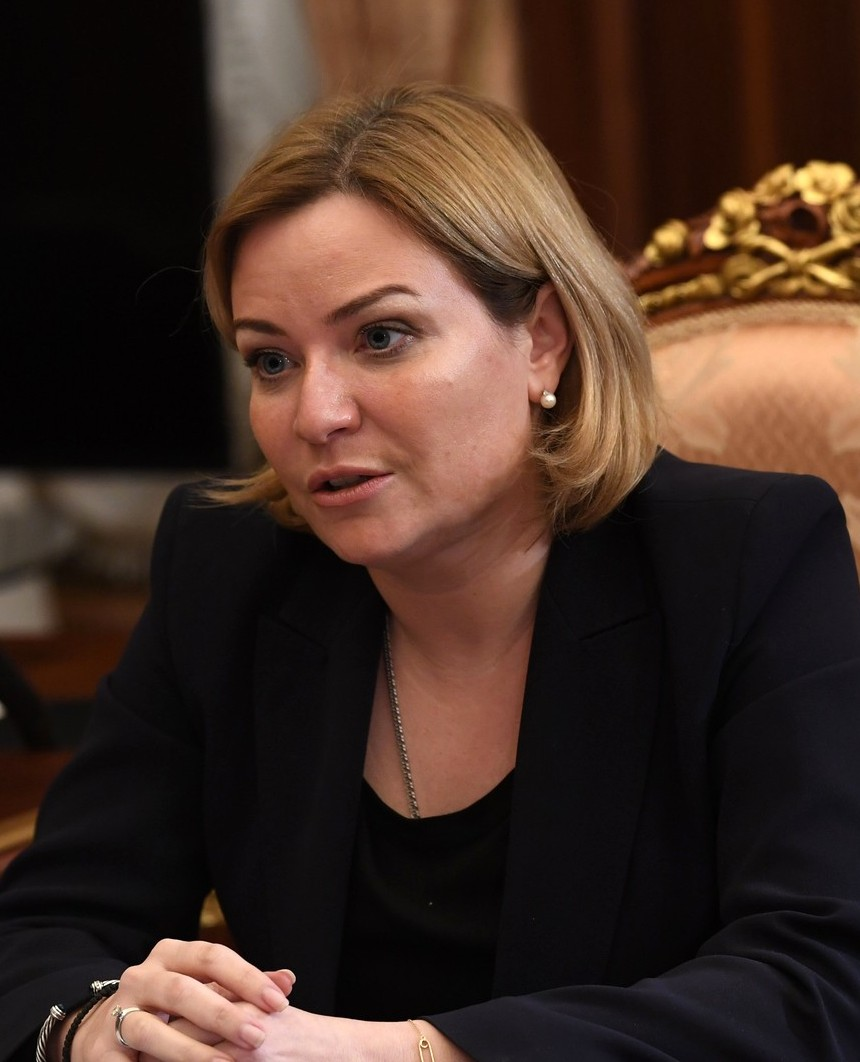
Olga em 2020.

Olga Borisovna Lyubimova (em russo:  Ольга Борисовна Любимова; nascida em 31 de dezembro de 1980) é a Ministra da Cultura da Federação Russa. Ela foi nomeada em 21 de janeiro de 2020. Antes da sua nomeação actual, Lyubimova serviu como vice-ministra da Cultura desde 2015 e como chefe do departamento de cinematografia desde 2018.
Em 6 de maio de 2020, a Secretária de Imprensa de Olga Lyubimova anunciou que ela havia contraído o COVID-19, mas a doença é leve, portanto, não é necessária internação. Como a doença era leve, em 14 de maio Lyubimova se recuperou e voltou a exercer a sua função.